# Mario Felix Liebold
Mario Felix Liebold, häufig auch Mario Liebold (* 28. Januar 1974 in Frankfurt; † 1. Mai 2023), war einer der bedeutendsten Experten für Kaffeerösterei („Bester Röster des Jahres“ 2012) und -produktion mit einer eigenen Forschungsfarm im südlichen Tansania bei Mbeya in 1650 m Höhe. Außerdem betrieb er ein Café in Tegernsee, ab 2012 bis zu seinem Tod in Kreuth-Weißach, Tegernseer Straße 101.
Liebold wuchs in Oberfranken auf, sein Abitur legte er am Kaspar-Zeuß-Gymnasium Kronach ab. 2007 eröffnete Liebold gemeinsam mit seiner Mutter Christa Liebold-Bayerlein das Spezialitätencafé Felix in Kreuth-Weißach. 2012 wurde er als Deutschlands „Bester Röster des Jahres“ ausgezeichnet. Damit setzte eine Reihe von Beiträgen im Fernsehen ein.
Kurz nach der Geburt seines Sohnes zog die Rösterei im Jahr 2016 in ihr Domizil in Weißach um. Immer wieder wurde der Betreiber, nunmehr als anerkannter Experte für Kaffeesorten und Röstverfahren, in Radio- und Fernsehsendungen eingeladen, Beiträge über ihn und sein Unternehmen gedreht. 2020 erwarb er ein Forschungsprojekt im Hochland von Tansania, wo bald die erste eigene Ernte eingeholt werden konnte. Im selben Jahr wurde sein Unternehmen von 14.000 Lesern des Magazins Falstaff zur beliebtesten Kaffeebar Bayerns gewählt. Mehrfach war er als Juror beim Wettbewerb Cup of Excellence berufen, einer der bedeutendsten Kaffeeauktionen der Welt, etwa in Honduras.
Seine Mutter betreibt seit dem Tod ihres Sohnes die Kaffeerösterei mit Unterstützung der Schwiegertochter Nicole Liebold und Vertriebsleiter Armin Huskanovic mit dem bisherigen Team weiter.

## Belege
1. ↑  Heike Schülein: Auf der Suche nach dem besten Kaffee, in: Neue Presse, 11. November 2020.
2. ↑  Christina Jachert-Maier: Trauer um den Kaffeeröster vom Tegernsee: Mario Felix Liebold wurde nur 49 Jahre alt, in: Merkur.de, 24. Mai 2023.
3. ↑  Röster des Jahres 2012, in: crema, 2012.
4. ↑  Tegernseer Kaffeerösterei hat große Pläne in Kreuth, in: Merkur, 5. Mai 2017.
5. ↑  BR dreht erneut Sendung mit Röster Liebold, in: Merkur, 20. Januar 2014.
6. ↑  Wenn der Traum vom eigenen Kaffee wahr wird, in: Fränkischer Tag, 9. Oktober 2021.

| Personendaten    | Personendaten          |
| ---------------- | ---------------------- |
| NAME             | Liebold, Mario Felix   |
| ALTERNATIVNAMEN  | Liebold, Mario         |
| KURZBESCHREIBUNG | deutscher Kaffeeröster |
| GEBURTSDATUM     | 28. Januar 1974        |
| GEBURTSORT       | Frankfurt              |
| STERBEDATUM      | 1. Mai 2023            |